# Guldfireren
 Der er for få eller ingen kildehenvisninger i denne artikel, hvilket er et problem. Du kan hjælpe ved at angive troværdige kilder til de påstande, som fremføres i artiklen.

Guldfireren var dansk ronings absolut mest succesfulde båd gennem tiderne. Letvægtsfireren vandt i perioden 1994-2016 tre OL-guld, en OL-sølv og to OL-bronze, otte VM-guld samt tre VM-sølv. Selv om Eskild Ebbesen som den sidste af den oprindelige besætning indstillede karrieren i 2012, er navnet blevet hængende på grund af videreførelsen af det oprindelige koncept.
Letvægtsfireren, der var begyndt at arbejde frem mod OL 2020, blev opløst, da IOC valgte at fjerne denne bådtype fra programmet.

## Historie
I mange år var det tradition i dansk roning, at en båd, der konkurrerede ved internationale konkurrencer, bestod af roere fra samme klub. I begyndelsen af 1990'erne besluttede Dansk Forening for Rosport at bryde med det princip, og en af de bådklasser, der blev satset på, var letfægtsfireren. Denne disciplin skulle debutere ved Sommer-OL 1996, og derfor var målet i første omgang at samle en slagkraftig besætning, der skulle klare sig godt ved legene. I 1993 fandt man frem til den originale besætning bestående af Victor Feddersen (Bagsværd Roklub), Eskild Ebbesen (Odense Roklub), Thomas Poulsen (Danske Studenters Roklub) og Niels Laulund, (Lyngby Roklub). De fire roere satte sig ned og definerede en målsætning og et kodex for hvordan man skulle opføre sig på holdet med henblik på international succes. 
Allerede i 1994 vandt de deres første VM-guld, og efter sølv ved VM det følgende år var der store forventninger til OL-deltagelsen. Den danske båd vandt klart sit indledende heat samt sin semifinale, og i en tæt finale vandt danskerne med 55/100 sekund til sølvvinderne fra Canada, og USA et stykke længere tilbage. Det var denne præstation, der gav båden sit tilnavn, som kom til at hænge ved i mange år fremover.
Årene efter OL 1996 var båden helt suveræn på den internationale scene og vandt VM-guld hvert af årene 1997-1999 på trods af enkelte udskiftninger i besætningen. Efter OL i Atlanta besluttede Niels Laulund af aldersmæssige årsager at forlade båden, hvorefter Thomas Ebert fra Danske Studenters Roklub, blev udvalgt som erstatning. I den tidlige sommer 2000 døjede Thomas Poulsen med en skade, og da det var en kendsgerning, at han ikke blev klar til OL samme år, blev han afløst af Søren Madsen kort før OL. Den sene udskiftning var muligvis medvirkende til, at båden måtte "nøjes" med en bronzemedalje ved disse lege. Denne præstation er af Peter Kragelund blevet betegnet som måske den største i "guldfirerens" historie.[kilde mangler] Blandt andet fordi Søren Madsen ikke just var den perfekte erstatning for Thomas. Besætningen kæmpede derfor med ryggen mod muren i alle tre måneder og gik gennem den olympiske regatta fra at blive nr. sidst i indledende til at blive nr. 3 i finalen. Feddersen havde nogen tid inden OL 2000 bekendtgjort, at han ville stoppe sin aktive karriere efter legene.
Thor Kristensen fra Hadsund Roklub, der blev indsat i stedet for Feddersen, blev betragtet som et kontroversielt valg fra bådens træner, idet et helt hold af stærke letvægtsreserver fra den nyligt oprettede "letvægtsotter" blev forbigået.[kilde mangler] Men beslutningen var taget og i 2001 vandt Guldfireren sølv ved VM og blev i en kort periode benævnt "sølvfireren".[kilde mangler] I sommeren 2002 blev Søren Madsen skadet, og Stephan Mølvig fra Bagsværd Roklub, blev med en lille uge til World Cuppen i München sidst i juli sat på båden som erstatning. Tilsyneladende en god erstatning, idet båden både vandt den samlede World Cup og VM-guld både dette år og året efter. Desværre for holdet opstod der samarbejdsproblemer mellem Mølvig og Ebert. Dette resulterede i at Bo Svendsen, Eberts mangeårige ven, kom på båden for en kort periode. Desværre for Bo manglede han det sidste i at kunne tilføre båden fart og Mølvig, der havde været meget syg kun fem måneder op til OL,[kilde mangler] fik sin plads tilbage.[kilde mangler] Samlet set var 2004 måske firerens værste sæson overhovedet: personlige problemer, udbrændthed hos træneren, svingende resultater og et enormt pres og negativ holdning fra de andre roere i rocentret var ved at få holdet til at gå i opløsning.[kilde mangler]
Som en naturlig følge af de mange år sammen, opløstes guldfireren samme efterår. De enkelte roere forsvandt fra arenaen og overlod "skuden" til det næste kuld. Det kulminerede med at VM i 2005 i Japan blev første år uden en dansk letvægtsfirer i mange år. Holdets træner Bent Jensen, var blevet syg af kræft, [kilde mangler] og uden holdets primusmotor, Eskild Ebbesen, forsvandt farten i 2005 og bådens resultater var langt fra bådens navn værdigt.[kilde mangler] Det kulminerede med at rocentrets ledelse valgte at rokere om og starte opbygningen af en ny firer op fra bunden. Man hentede en ny træner i Bent Fransson ind som afløser for Bent Jensen, og startede med at bygge en letvægtsotter i 2006. Efter 2006 var målet at skabe en ny letvægtsfirer. Den nye gruppe viste lovende takter, og samtidig valgte Eskild Ebbesen samt den tidligere reserve, Bo Svendsen, at komme tilbage i projektet.[kilde mangler] Efter et udskillelsesforløb, endte båden med at bestå af Eskild Ebbesen, de to tidligere reserver Mads Andersen og Bo Svendsen, samt en ny roer, Morten Jørgensen. Desværre formåede roerne kun en 6-plads ved VM, der godt nok gav adgang til de Olympiske lege i Beijing, men tidsmæssigt var holdet lige så langt fra guldet til VM som de havde været hele sæsonen. Det havde den konsekvens at Morten Jørgensen måtte vige pladsen for Thomas Ebert, der kom igen efter to års pause fra roning. Udskiftningen af Morgen Jørgensen var omstridt.[kilde mangler]
Efter den sidste World Cup-afdeling i 2008 var Bo Helleberg skadet, og man roede derfor med reserve og blev nr. 4.[kilde mangler] Derefter blev Bo Helleberg udskiftet med Morten Jørgensen. Bo Helleberg udtalte "Jeg har aldrig været så skuffet før. Jeg synes rent ud sagt, det er noget svineri. Man har glemt, det er mennesker, man har med at gøre".[kilde mangler] I perioden op til OL var der generelt positive meldinger.[kilde mangler] Samtidig, i perioden op til OL, var de franske "medaljefavoritter" indblandet i et biluheld med personskade.[kilde mangler] Det er uvist om det havde en påvirkning på deres præstation men de viste i alt fald ikke samme standard som til den sidste worldcup. D. 10 august startede rokonkurrencerne med en dansk sejr i indledende. Der var dermed lagt op til kamp om guldet med vinderne af de to andre indledende heats, Tyskland og Kina. I semifinalen måtte den tyske båd melde fra på grund af mavepine[kilde mangler] og kineserne kom ikke i finalen. Guldfireren vandt herefter finalen, hvilket var den første sejr i fire år.[kilde mangler]
Det var allerede meldt ud at både Thomas Ebert og Mads Kruse Andersen ville stoppe. De to øvrige fortsatte imidlertid indtil OL i London 2012, hvor mandskabet opnåede bronzemedalje med Kasper Winther Jørgensen og Jacob Barsøe som de to øvrige i båden.[kilde mangler] I årene før disse lege havde danskerne vundet mange internationale konkurrencer, men også skuffet ved VM." Efter legene i London stoppede Eskild Ebbesen karrieren.[kilde mangler] Skader og svingende form betød, at de følgende sæsoner gav ustabile resultater, men det lykkedes den nye besætning at vinde VM guld i både 2013 og 2014." Herefter fulgte sølv ved VM i 2015 og OL i 2016, hvilket betyder, at Guldfireren er den mest succesfulde konstellation i dansk rosports historie.
| Citat | Når letvægtsfireren har kunnet holde et så højt niveau i mange år, er det netop på grund af den enestående vinderkultur der hersker i gruppen af roere omkring den, og fordi man i mange år har kunnet lave gradvise udskiftninger så nye roere på båden blev oplært grundigt i denne kultur. | Citat |
|       | |       |

## Mesterskaber
- 1994 VM Guld – Eskild Ebbesen, Thomas Poulsen, Victor Feddersen, Niels Laulund
- 1995 VM Sølv – Eskild Ebbesen, Thomas Poulsen, Victor Feddersen, Niels Laulund
- 1996 OL Guld – Eskild Ebbesen, Thomas Poulsen, Victor Feddersen, Niels Laulund
- 1997 VM Guld – Eskild Ebbesen, Thomas Poulsen, Victor Feddersen, Thomas Ebert
- 1998 VM Guld – Eskild Ebbesen, Thomas Poulsen, Victor Feddersen, Thomas Ebert
- 1999 VM Guld – Eskild Ebbesen, Thomas Poulsen, Victor Feddersen, Thomas Ebert
- 2000 OL Bronze – Eskild Ebbesen, Søren Madsen, Victor Feddersen, Thomas Ebert
- 2001 VM Sølv – Eskild Ebbesen, Søren Madsen, Thomas Ebert, Thor Kristensen
- 2002 VM Guld – Eskild Ebbesen, Stephan Mølvig , Thomas Ebert, Thor Kristensen
- 2003 VM Guld – Eskild Ebbesen, Stephan Mølvig, Thomas Ebert, Thor Kristensen
- 2004 OL Guld – Eskild Ebbesen, Stephan Mølvig, Thomas Ebert, Thor Kristensen
- 2007 VM nr. 6 – Eskild Ebbesen, Mads Kruse Andersen, Morten Jørgensen, Bo Svendsen
- 2008 OL Guld – Eskild Ebbesen, Mads Kruse Andersen, Morten Jørgensen, Thomas Ebert
- 2012 OL Bronze – Eskild Ebbesen, Kasper Winther Jørgensen, Morten Jørgensen, Jacob Barsøe
- 2013  VM Guld – Kasper Winther Jørgensen, Jacob Søgaard Larsen , Morten Jørgensen, Jacob Barsøe
- 2014  VM Guld – Kasper Winther Jørgensen, Jacob Søgaard Larsen, Morten Jørgensen, Jacob Barsøe
- 2015  VM Sølv – Kasper Winther Jørgensen, Jacob Barsøe, Jacob Søgaard Larsen, Jens Vilhelmsen
- 2016 OL Sølv – Kasper Winther Jørgensen, Morten Jørgensen, Jacob Barsøe, Jacob Søgaard Larsen